# Суперобитаемая планета

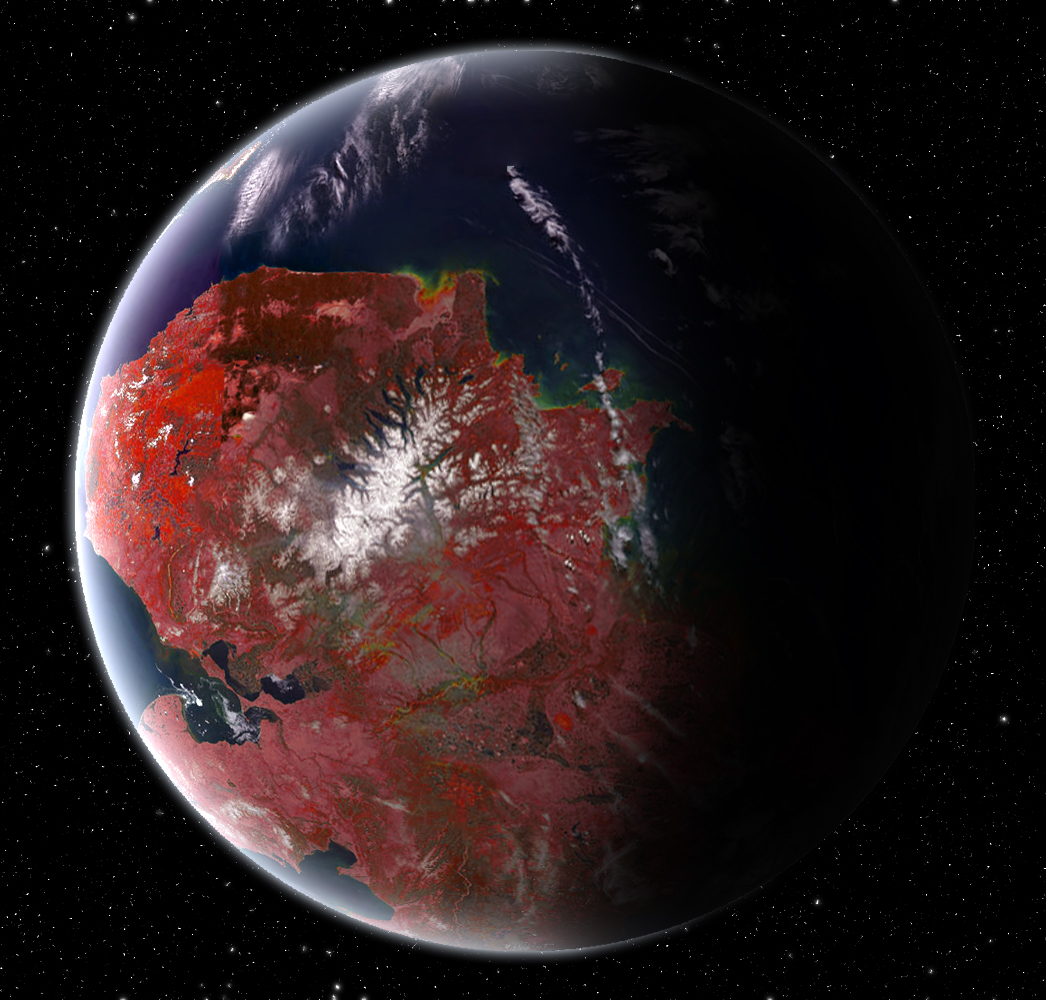
Экзопланета Kepler-442b в представлении художника. Может оказаться суперобитаемой.

Суперобита́емая плане́та — гипотетический тип экзопланеты или экзолуны, который подходит для появления, эволюции и поддержания жизни больше, чем сама Земля.
Понятие было введено в 2014 году Рене Хеллером и Джоном Армстронгом, подвергшими критике общепринятые исходные посылки, используемые при поиске пригодных для жизни планет. По их мнению, нахождения планеты в так называемой обитаемой зоне недостаточно, чтобы делать утверждения о её обитаемости. Хеллер и Армстронг заявляют об отсутствии аргументов в пользу того, что именно Земля должна являться эталоном физико-химических параметров, подходящих для живых организмов: «Планеты могут не быть подобными Земле и при этом обладать более подходящими условиями для зарождения и эволюции жизни, чем Земля». Признавая, что появление жизни требует наличия воды, они выдвигают гипотезу, что Земля может не представлять оптимальные планетарные условия обитаемости для максимального биоразнообразия; другими словами, они определяют суперпригодный для жизни мир как планету или спутник, способный поддерживать более разнообразную флору и фауну, чем существует на Земле.
Хеллер и Армстронг также указывают, что не все планеты земного типа в обитаемой зоне могут быть пригодными для жизни и, наоборот, что в результате приливного разогрева могут возникать землеподобные или ледяные планеты с подлёдным океаном вне зоны обитаемости и при этом пригодные для жизни. Авторы считают, что определение жизнепригодных и суперобитаемых планет должно основываться на биоцентрическом, а не гео- или антропоцентрическом подходе. Хеллер и Армстронг предложили создать перечень характеристик для экзопланет согласно звёздному типу, массе и местоположению в их планетарной системе и прочим особенностям. По их словам, суперобитаемые миры, вероятно, должны быть больше, теплее и старше, чем Земля, и должны обращаться вокруг звёзд класса K главной последовательности.

## Основные характеристики

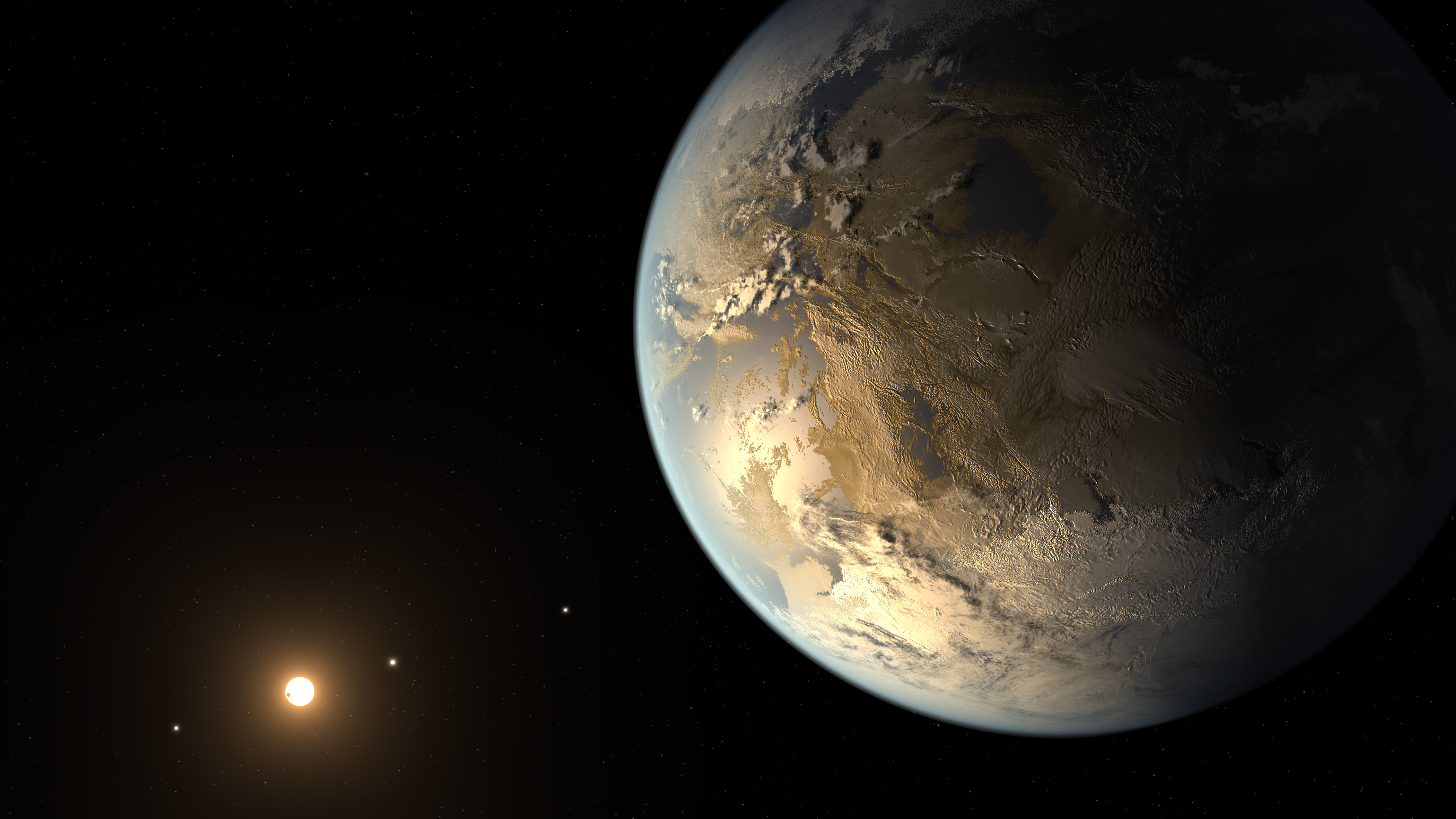
Kepler-186f в представлении художника, возможный аналог Земли. Также многие суперобитаемые планеты могли бы иметь схожий вид.

Авторы предложили перечень характеристик, позволяющих отнести экзопланету или экзолуну к категории суперобитаемых. Масса таковой должна равняться приблизительно 2 массам Земли, а радиус — 1,3 земных, это обеспечит оптимальный размер для тектоники плит. Кроме того это создаст более высокую гравитацию, которая увеличит задержание газов во время формирования планеты, поэтому вероятно, что атмосфера окажется более плотной, с большей концентрацией кислорода и парниковых газов, которые в свою очередь повышают среднюю температуру до оптимальных значений для жизни растений — приблизительно 25 °C (77 °F). Более плотная атмосфера может также влиять на рельеф поверхности, делая его более гладким и уменьшая размер океанских бассейнов, что увеличило бы разнообразие морской флоры и фауны в относительно мелких водах.
Ещё одним фактором является тип звезды в системе. Звёзды класса K менее крупные, чем Солнце, и устойчивые на главной последовательности в течение очень долгого времени (15 — 30 миллиардов лет, по сравнению с 10 миллиардами для Солнца, звезды класса G), что предоставляет больше времени для зарождения жизни и эволюции. Суперобитаемый мир желательно должен располагаться в центре обитаемой зоны его звезды в течение долгого времени (хотя некоторый недостаток солнечной энергии может быть компенсирован приливным разогревом и/или парниковым эффектом).

## Распространённость
Хеллер и Армстронг предполагают, что количество суперобитаемых планет может значительно превысить количество аналогов Земли: менее крупные звёзды главной последовательности более распространены, чем большие и более яркие звёзды, подобные Солнцу. Считается, что приблизительно 9 % звёзд в Млечном пути — звёзды класса K.
Другой пункт, указывающий на возможное превалирование суперобитаемых планет, — более высокая масса, благодаря которой большее число требований для жизни окажется выполненным случайно. Планета близкая к 2 или 3 M⊕ должна иметь более длительную тектонику плит и также будет иметь большую площадь поверхности по сравнению с Землей, что обеспечит большее число биомов и больший размер биомассы. Из-за более высокой гравитации океаны могут оказаться мельче, а атмосфера плотней, что также может благотворно сказаться на жизни.
В отличие от этого, у планет с массой Земли может быть более широкий спектр различных условий. Например, некоторые могут пройти через более короткий период активной тектоники и в итоге останутся с меньшей плотностью воздуха, что повысит вероятность развития глобального оледенения (сценарий Земли-снежка). Другой отрицательный эффект низкой плотности атмосферы может быть проявлен в форме сильных перепадов температур, которые могут привести к высокой изменчивости в мировом климате и увеличить шанс катастрофических событий. Кроме того, при наличии более слабой магнитосферы, такие планеты могут потерять атмосферный водород и стать мирами-пустынями. Любой из этих примеров может оказаться несовместим с зарождением жизни. В любом случае множество сценариев, которые могут превратить планету земной массы в зоне обитаемости солнцеподобной звезды в безжизненное место, менее вероятно на планете, которая отвечает основным характеристикам суперобитаемого мира, таким образом последний должен быть более распространён.